# Urs Käufer
Urs Käufer (Neu-Ulm, 17 de noviembre de 1984) es un deportista alemán que compitió en remo.
Ganó dos medallas en el Campeonato Mundial de Remo, en los años 2006 y 2009, y una medalla de oro en el Campeonato Europeo de Remo de 2010.
Participó en dos Juegos Olímpicos de Verano, ocupando el sexto lugar en Pekín 2008 y el sexto en Londres 2012, en la prueba de cuatro sin timonel.

## Palmarés internacional
| Campeonato Mundial | Campeonato Mundial          | Campeonato Mundial | Campeonato Mundial |
| Año                | Lugar                       | Medalla            | Prueba             |
| ------------------ | --------------------------- | ------------------ | ------------------ |
| 2006               | Eton (Reino Unido)          | Medalla de plata   | Cuatro sin timonel |
| 2009               | Poznań (Polonia)            | Medalla de oro     | Ocho con timonel   |
| Campeonato Europeo |                             |                    |                    |
| Año                | Lugar                       | Medalla            | Prueba             |
| 2010               | Montemor-o-Velho (Portugal) | Medalla de oro     | Cuatro sin timonel |